# Hirstienus nanus
Hirstienus nanus (лат.) — исчезнувший вид паукообразных из семейства Biantidae отряда сенокосцев, единственный в роде Hirstienus. 
Обитал в лесах острова Маэ, крупнейшего в Сейшельском архипелаге. Там же Hirstienus nanus наблюдали в последний раз в 1908 году, несмотря на обширные поиски потом. Описан вид был позже последних наблюдений — только в 1913 году. Точные сведения о биологии и экологии вида отсутствуют.